# Pelargonidin
Pelargonidin (3,5,7,4′-Tetrahydroxyflavyliumkation) ist ein chemischer Stoff aus der Gruppe der Anthocyanidine.
Pelargonidin ist in glycosidischer Form in höheren Pflanzen weit verbreitet und bewirkt die rötliche Färbung vieler Blütenblätter und Früchte.

## Geschichte
Die Blütenblätter von Pelargonien fallen durch ihre meist roten Farben auf. Der Farbstoff einer sogenannten Scharlachpelargonie, vermutlich Pelargonium inquinans (L.) L’Hér, wurde erstmals von A. B.  Griffiths extrahiert und Pelargonidin genannt. Die Substanz wurde von Richard Willstätter und Elmer K. Bolton genauer untersucht.
Die erste Synthese gelang Thomas Malkin im Arbeitskreis von Robert Robinson. Weitere Synthesen wurden später publiziert.
Zur Isolierung des in der Pflanze an Fruchtsäuren gebundenen Pelargonidins wurde durch Umsetzung mit Salzsäure das kommerziell erhältliche, kristalline Pelargonidinchlorid hergestellt.
Eine Synthese beruht auf der Kondensation zweier Bausteine, deren OH-Gruppen zum Teil geschützt werden mussten. Der erste Baustein wurde aus Resorcin hergestellt, das durch Formylierung nach Gattermann 2,4,6-Trihydroxybenzaldehyd lieferte.  Der zweite Baustein war das Diacetat von ω-4-Dihydroxy-acetophenon (systematischer Name: 2,4′-Diacetoxy-1-phenylethanon). Saure Kondensation bei Raumtemperatur führte zum geschützten Flavylium-Kation. Die Schutzgruppen wurden durch Behandlung (Verseifung) mit Natronlauge entfernt. Mit Salzsäure erhielt man Pelargonidinchlorid.

## Biologische Bedeutung
Pelargonidin ist als Aglykon mit verschiedenen Kohlenhydraten (Zuckern) verknüpft. Mit Glucose bildet es ein 3-Glucosid (Pelargonidin-3-O-glucosid) und ein 3,5-Diglucosid.